# Greg Berlanti

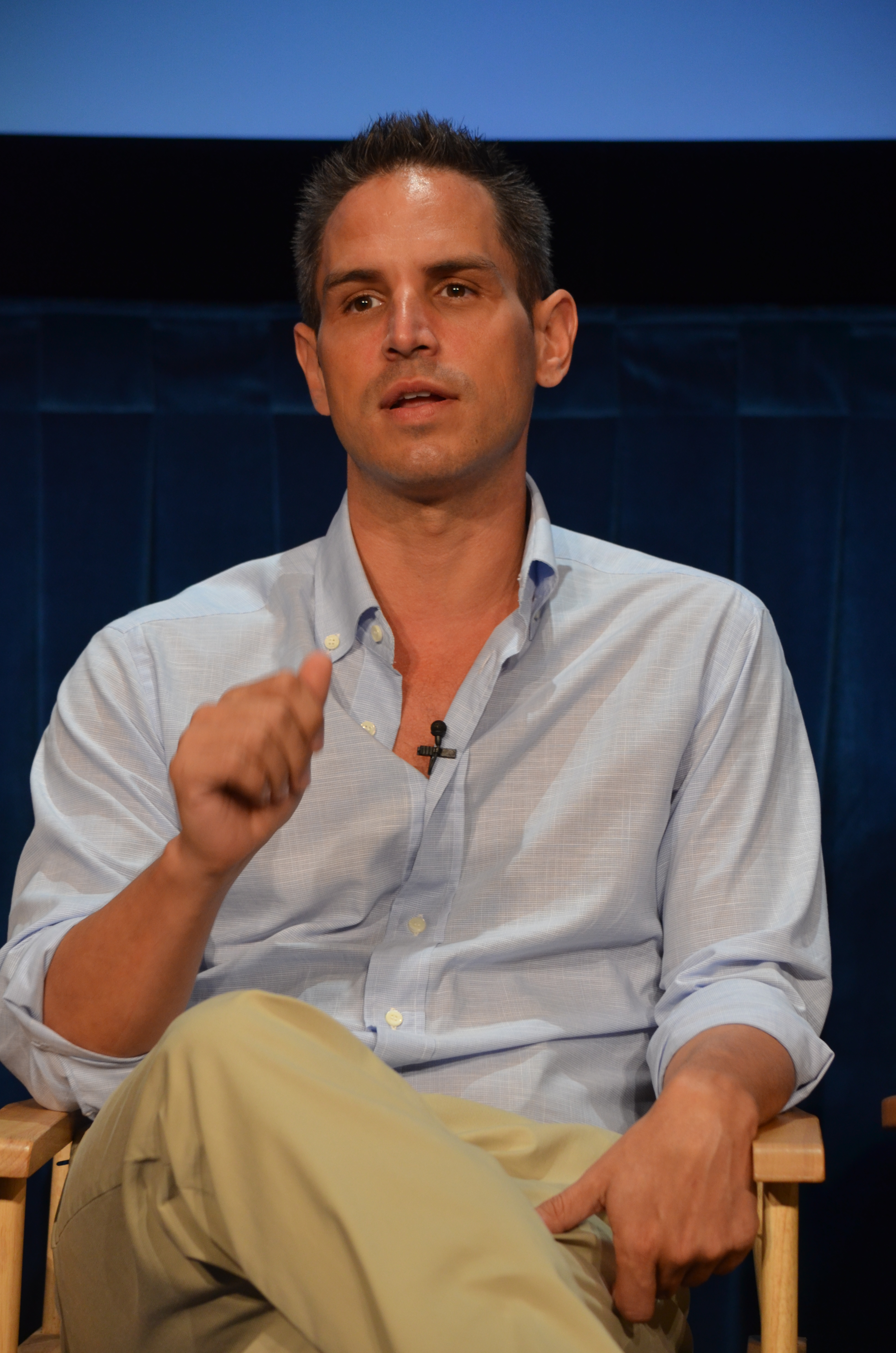
Greg Berlanti (2012)

Greg Berlanti (* 24. Mai 1972 in Rye, New York) ist ein US-amerikanischer Fernsehproduzent, Drehbuchautor und Regisseur. Derzeit führt er die Fernsehserien The Flash, Supergirl und Riverdale als Executive Producer.

## Karriere
Greg Berlanti wuchs als Sohn italienischer Einwanderer in einem New Yorker Wohnviertel auf, das, wie er es später beschrieb, von White Anglo-Saxon Protestants geprägt war. Er absolvierte an der Northwestern University in Illinois ein Studium der Theaterwissenschaften.
Nachdem er einige Stücke fürs Theater geschrieben hatte, begann er 1998 als Autor und Produzent an Dawson’s Creek zu arbeiten. 2000 stand er zum ersten Mal als Regisseur des Spielfilms Der Club der gebrochenen Herzen hinter der Kamera, der Film hatte seine Premiere auf dem Sundance Film Festival. 2002 kreierte er die Fernsehserie Everwood, die er als Executive Producer betreute, und die in den vier Jahren ihres Bestehens für zwei Emmys nominiert wurde.
2002 erfand Berlanti auch die kurzlebige Fernsehserie Jack & Bobby, die wiederum für den Golden Globe Award nominiert wurde. In den folgenden Jahren entwickelte und produzierte Berlanti verschiedene Fernsehserien. Gemeinsam mit Marc Guggenheim, den Berlanti bei den Arbeiten an Jack & Bobby kennengelernt hatte, entwickelte und produzierte er 2008 bis 2009 die Anwaltsserie Eli Stone, die für einen Writers Guild Award nominiert war. Im Jahr 2010 folgte My Superhero Family, 2013 bis 2014 The Tomorrow People. Seit 2012 sind Guggenheim und Berlanti Showrunner der CW-Fernsehserie Arrow, seit 2014 ebenso für The Flash. Gemeinsam mit Guggenheim schrieb er 2011 auch die Comicverfilmung Green Lantern. Ferner entwickelte er die Fernsehserie Supergirl.
Zudem produzierte Berlanti mehrere Serien, von 2006 bis 2011 die Fernsehserie Brothers & Sisters, 2013 Golden Boy und von 2014 bis 2016 Detective Laura Diamond.
Für die Miniserie Political Animals, die Berlanti schrieb und produzierte, wurde er mehrfach nominiert, unter anderem für einen Emmy, einen Directors Guild of America Award und einen Writers Guild of America Award.
Greg Berlanti lebt offen homosexuell. Seit November 2013 ist er mit dem US-Fußballer Robbie Rogers liiert. Im Februar 2016 wurden die beiden mithilfe einer Leihmutter Eltern eines Jungen. Im Mai 2019 wurden sie Eltern einer Tochter.

## Filmografie (Auswahl)

### Autor und Produzent
- 1998: Dawson’s Creek (Fernsehserie)
- 2002–2006: Everwood (Fernsehserie)
- 2004–2005: Jack & Bobby (Fernsehserie)
- 2008–2009: Eli Stone (Fernsehserie)
- 2011: Green Lantern
- 2010–2011: My Superhero Family (No Ordinary Family, Fernsehserie)
- 2012–2020: Arrow (Fernsehserie)
- 2013–2014: The Tomorrow People (Fernsehserie)
- 2014–2023: The Flash (Fernsehserie)
- 2015–2021: Supergirl (Fernsehserie)
- 2015–2020: Blindspot (Fernsehserie)
- 2012: Political Animals (Miniserie)
- 2017–2023: Riverdale (Fernsehserie)
- 2018–2023: Titans (Webserie)
- 2018–2025: You – Du wirst mich lieben (You, Fernsehserie)
- 2021–2024: Superman & Lois (Fernsehserie)

### Produzent
- 2006–2011: Brothers & Sisters (Fernsehserie)
- 2013: Golden Boy (Fernsehserie)
- 2014–2016: Detective Laura Diamond (The Mysteries of Laura, Fernsehserie)
- 2015: Pan
- seit 2019: Doom Patrol (Webserie)
- 2019–2022: Batwoman (Fernsehserie)
- 2020: Unpregnant
- 2021: Free Guy
- 2022: Der Liebhaber meines Mannes (My Policeman)
- 2023: Rock Hudson: All That Heaven Allowed (Dokumentarfilm)
- 2023: Royal Blue (Red, White & Royal Blue)
- 2024: Atlas

### Regie
- 2000: Der Club der gebrochenen Herzen (The Broken Hearts Club: A Romantic Comedy)
- 2010: So spielt das Leben (Life as We Know It)
- 2012: Political Animals (Miniserie, Pilotfolge)
- 2018: Love, Simon
- 2024: To the Moon (Fly Me to the Moon)